# Klokkenvordering

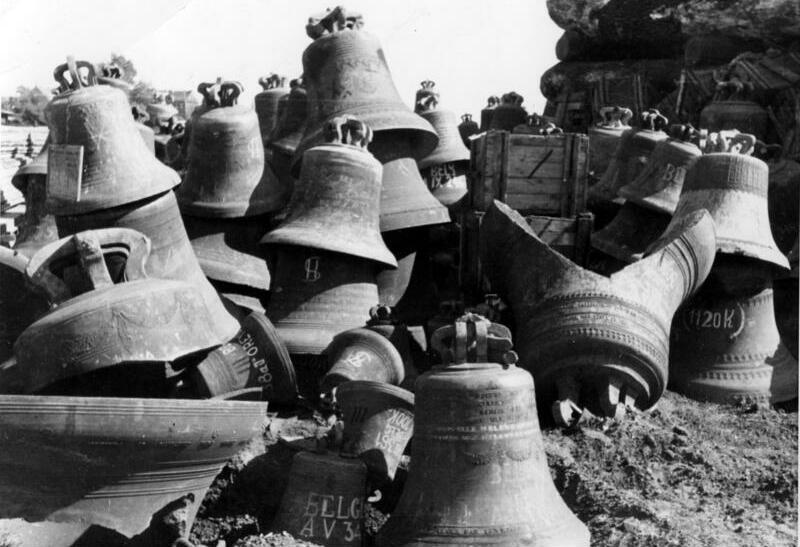
Opslag van gevorderde kerkklokken in de haven van Hamburg-Vedel (Freihafen)

Klokkenvorderingen of, wat minder welwillend geformuleerd, klokkenroof, is een gebruik dat al minstens tot het begin van de 15e eeuw teruggaat. Het opeisen van de torenklokken ten tijde van oorlog was niet zo verwonderlijk. Het brons was vooral dan nodig voor het gieten van kanonnen, hoewel in de geschutsgieterij het brosse klokkenbrons niet zonder meer bruikbaar was. Schattingen gaan ervan uit dat in de Eerste Wereldoorlog rond 65.000 klokken werden omgesmolten, in de Tweede Wereldoorlog rond 45.000 uit Duitsland en uit de bezette gebieden nog eens 35.000.

## Geschiedenis

### Duitsland
Kerkklokken waren vanwege het brons belangrijk materiaal voor het voeren van oorlog en werden tijdens de beide wereldoorlogen massaal onder dwang ingevorderd. In de Tweede Wereldoorlog classificeerde de nationaalsocialistische regering klokken in de typen A, B, C en D. De typen C en D vielen onder historisch waardevolle klokken, terwijl de typen A en B onmiddellijk moesten worden afgegeven. Het klokkentype C was twijfelachtig en bleef in een soort wachtpositie. Het klokkentype D was beschermd. Er werden echter ook tal van historisch waardevolle klokken van het type D uit kerktorens gehaald door fanatieke burgemeesters die nog steeds geloofden in een eindoverwinning. Ten minste één schipper, J. van Dijk, bracht zijn met klokken volgeladen schip niet naar Duitsland maar liet het bij Urk zinken; na de oorlog werden de klokken opgevist en weer teruggebracht.

### Nederland en België
In de Eerste Wereldoorlog werden in België de klokken willekeurig uit de kerktorens gehaald en op de zogenaamde klokkenkerkhoven ingezameld.
In Nederland kwam de adjunct-Rijksinspecteur Kunstbescherming J.W. Janzen in 1946 tot de conclusie, dat tijdens de Tweede Wereldoorlog ongeveer 4793 klokken (gewicht 1.872.813 kg) door de Duitse bezetter naar Duitsland afgevoerd waren en niet terugkwamen, maar ongeveer 4212 klokken (gewicht 1.633.064 kg) gespaard waren gebleven. Na de oorlog werden klokken die nog niet waren omgesmolten teruggehaald door zowel België als Nederland. Dit was echter niet altijd mogelijk vanwege de gebrekkige verantwoording.
Het besluit inbeslagname van kerkklokken dateert uit september 1942. Het betekende formeel dat alle kerkklokken moesten worden aangemeld bij de 'Rüstungsinspektion'. Ze zouden in beslag genomen worden en daarna omgesmolten om het brons te gebruiken voor de productie van kanonnen en munitie. De uitvoering wordt toevertrouwd aan het Limburgse bouwbedrijf van P.J. Meulenberg. Meulenberg was geboren in Duitsland en had een aannemersbedrijf in Venlo en een in Heerlen. Aan de klus houdt hij al snel de naam 'Klokken-Peter' aan over. Met acht ploegen tegelijk, die elk twee kerktorens per dag leeg maken, wordt er stevig doorgewerkt. In totaal roven ze voor de bezetter zo'n 6700 klokken uit de Nederlandse kerktorens.

## Literatuur

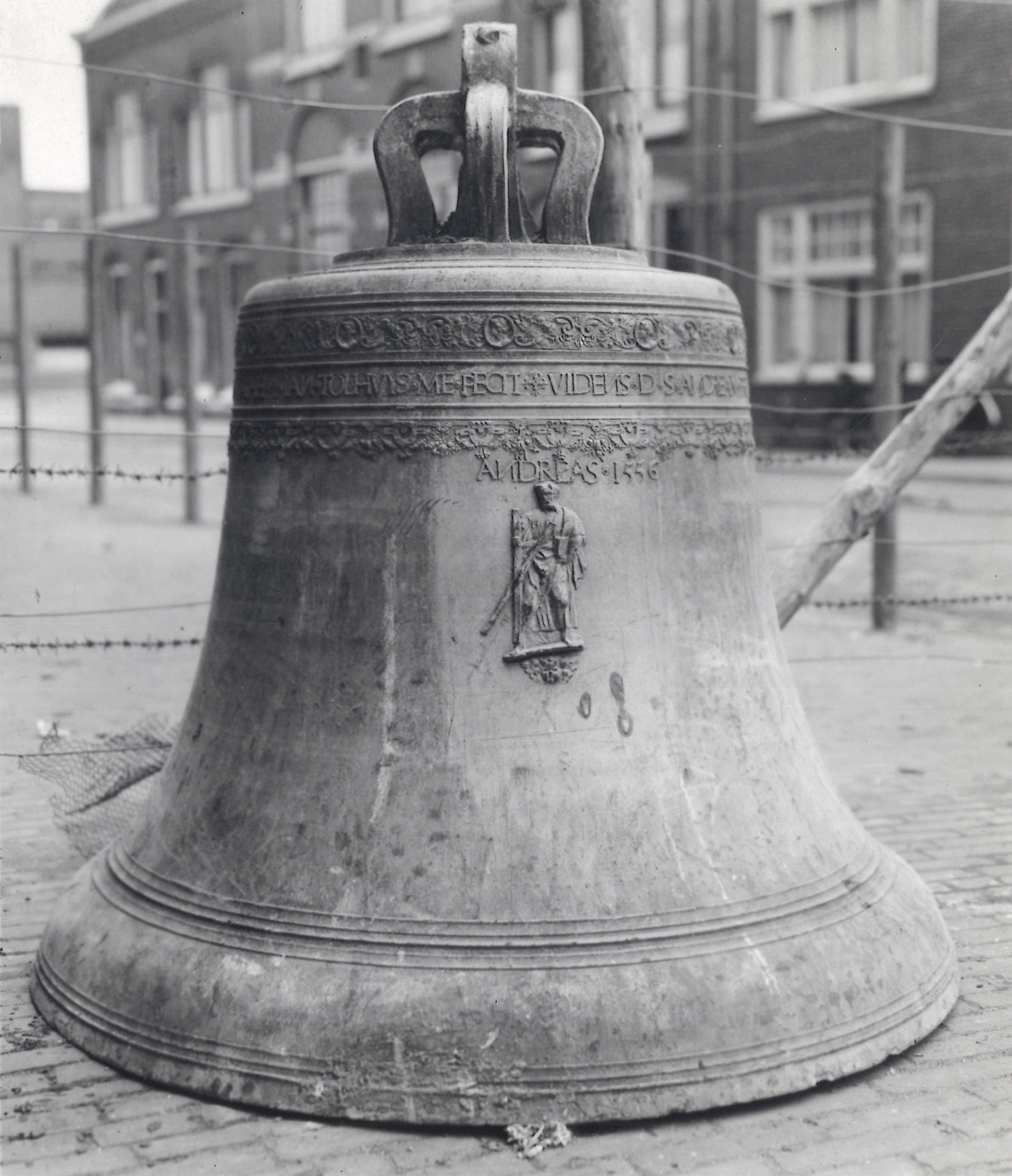
Kerkklok uit de Jacobitoren, Utrecht, gevorderd door de Duitse bezetter. Collectie Klokkenvordering, RCE
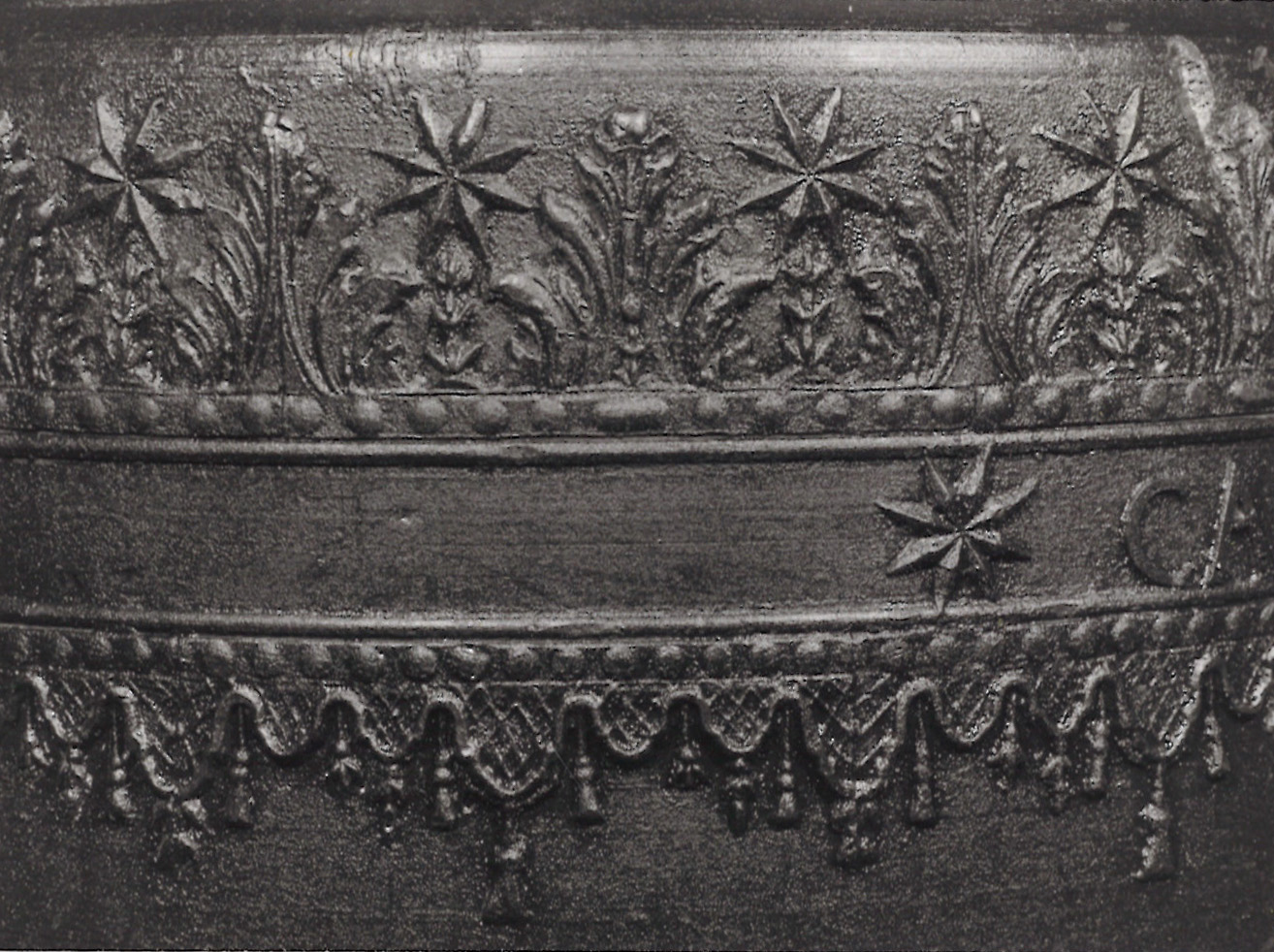
Ornament op kerkklok van de Grote Kerk, Almelo, gevorderd door de Duitsers. Collectie Klokkenvordering, RCE
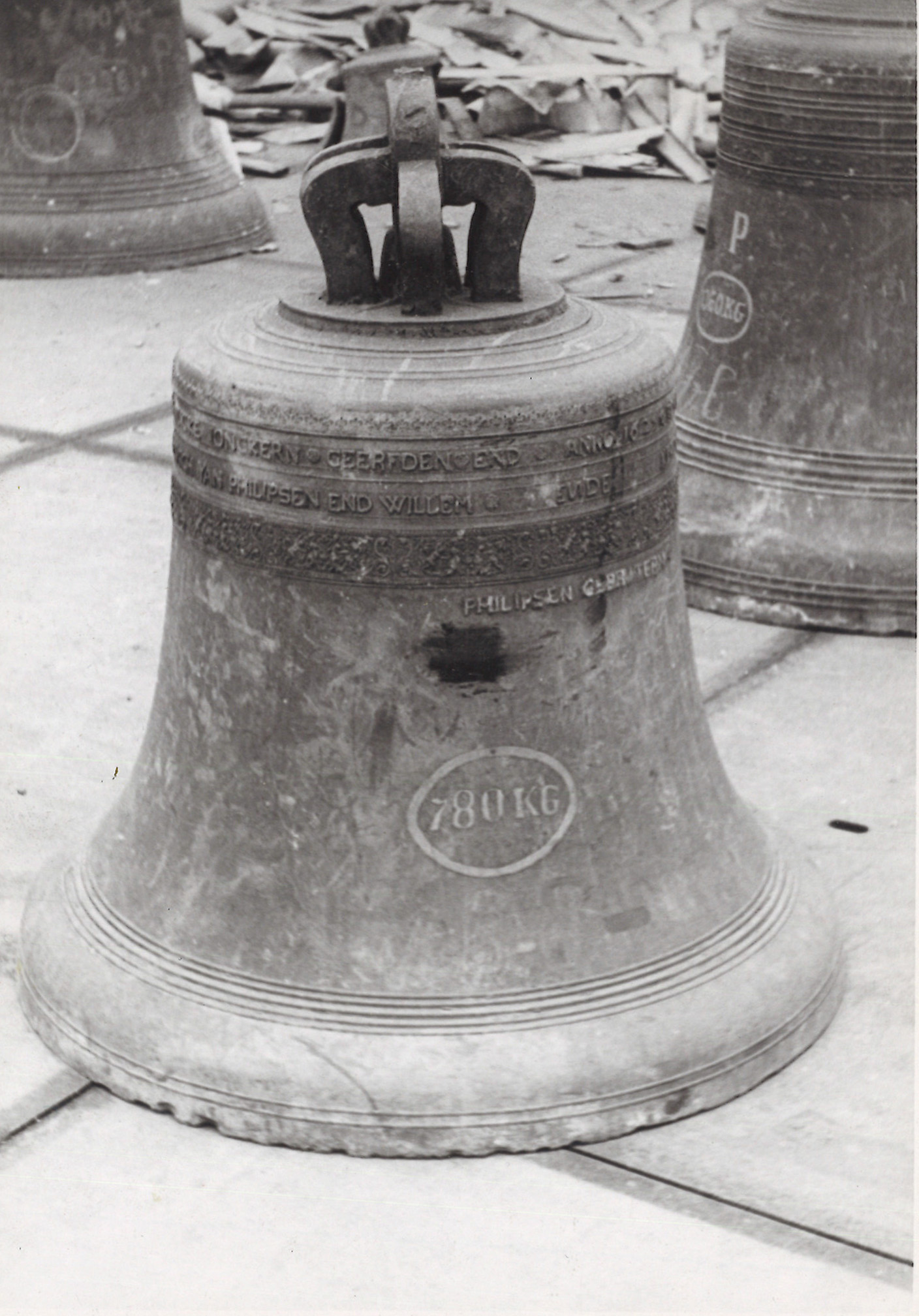
Kerkklok van de Hervormde Kerk te Bemmel, gegoten in 1625 door Jan en Willem Philipsen. Collectie Klokkenvordering, RCE
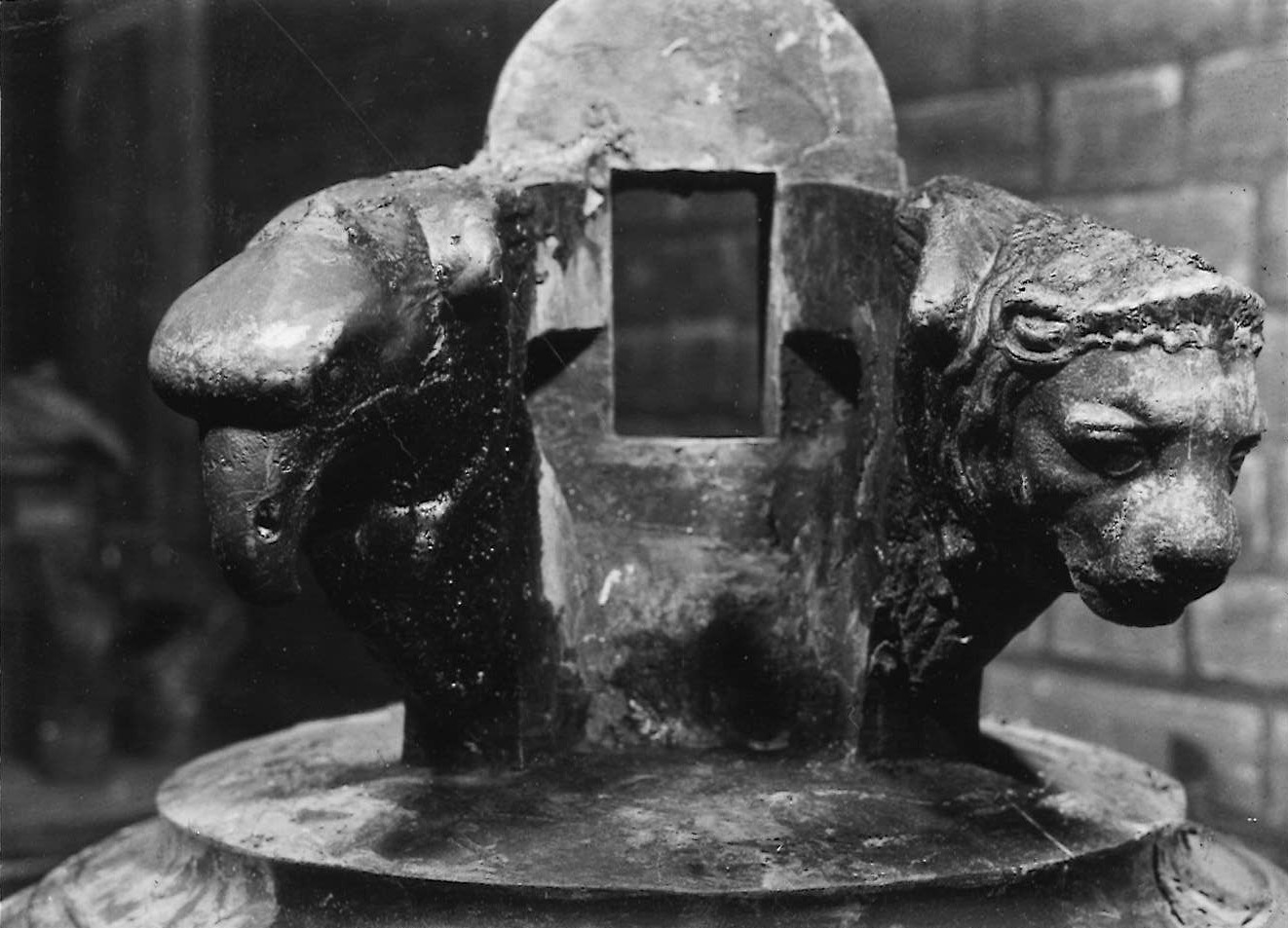
Adelaar (evangelist Mattheus) en leeuw (Marcus) aan de ophanging van gevorderde klok, Tubbergen-Vasse, Collectie Klokkenvordering, RCE